# (3695) Fiala
(3695) Fiala es un asteroide perteneciente al cinturón de asteroides, descubierto el 21 de octubre de 1973 por Henry Lee Giclas desde la Estación Anderson Mesa (condado de Coconino, cerca de Flagstaff, Arizona, Estados Unidos).

## Designación y nombre
Designado provisionalmente como 1973 UU4. Fue nombrado Fiala en honor al astrónomo estadounidense Alan D. Fiala.